# Fiat 514
La Fiat 514 è un'autovettura di media gamma prodotta dalla Fiat dal 1929 al 1932.

## Storia del modello
Rimpiazzò la Fiat 509, e fu la prima automobile compatta mai costruita. Conobbe un grande successo commerciale e fu largamente esportata nei paesi esteri. Fu anche preparata la versione Taxi, la "514 L". Furono costruite tre versioni sportive con finiture eleganti, la "514 S", la "514 S MM" (Mille Miglia) e la "514CA" (Coppa delle Alpi). Le vetture erano a trazione posteriore.

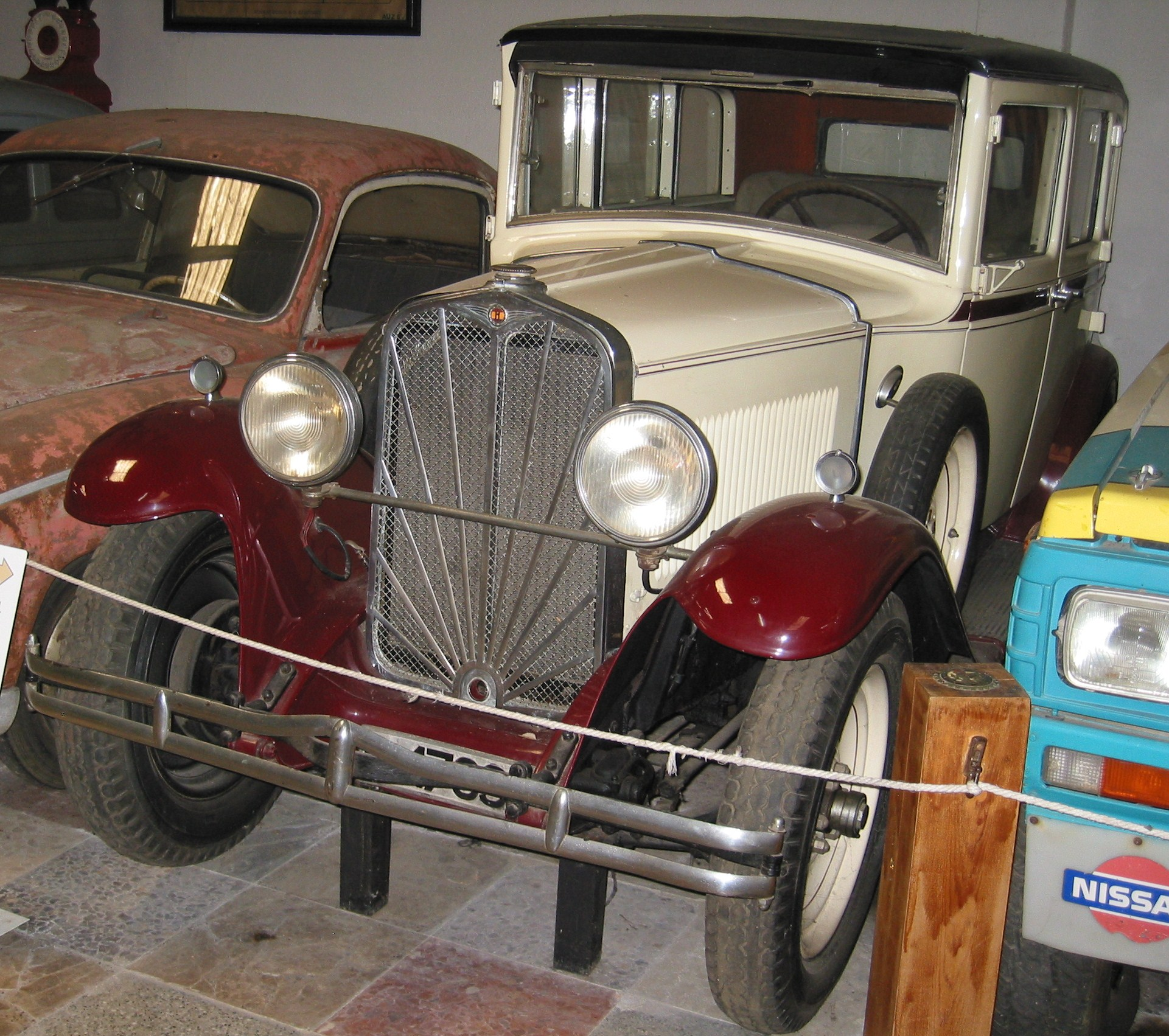
Hispano-Fiat 514

Era equipaggiata da un motore in linea a quattro cilindri da 1438 cm³ di cilindrata sviluppante 28 cv di potenza, e fu la vettura media per eccellenza. L'accensione era a batteria. Sulla “514 CA” era installato un servofreno a depressione.
La “514” prima serie raggiungeva gli 80 km/h mentre la “514 CA” arrivava a 105 km/h.
Fu costruita in 36.970 esemplari ed è stata commercializzata nelle versioni berlina a due e quattro porte, coupé a due porte, spider a due porte e torpedo a quattro porte.
È stata anche fabbricata in Spagna dalla "Fiat Hispania" in uno stabilimento 
acquistato da Hispano-Suiza, situato nel Guadalajara. La fabbrica fu distrutta nel 1936 durante la guerra civile spagnola e non fu mai più ricostruita. Nel 1950 la Fiat investirà ingenti capitali per un nuovo impianto produttivo a Barcellona, nella zona Franca, creando la SEAT.
Sarà sostituita dalla Fiat 508 Balilla.

## I motori
| Modello  | Anni    | Motore                                           | Cilindrata | Potenza | Alimentazione       |
| -------- | ------- | ------------------------------------------------ | ---------- | ------- | ------------------- |
| 514      | 1929-32 | in linea a quattro cilindri con valvole laterali | 1438 cm³   | 28 hp   | carburatore singolo |
| 514 S    | 1929-32 | in linea a quattro cilindri con valvole laterali | 1438 cc    | 35 hp   | carburatore singolo |
| 514 S MM | 1930-32 | in linea a quattro cilindri con valvole laterali | 1438 cc    | 37 hp   | carburatore singolo |

## Galleria d'immagini

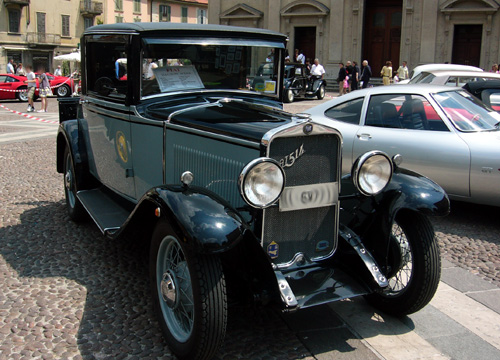
Fiat 514 Coupé
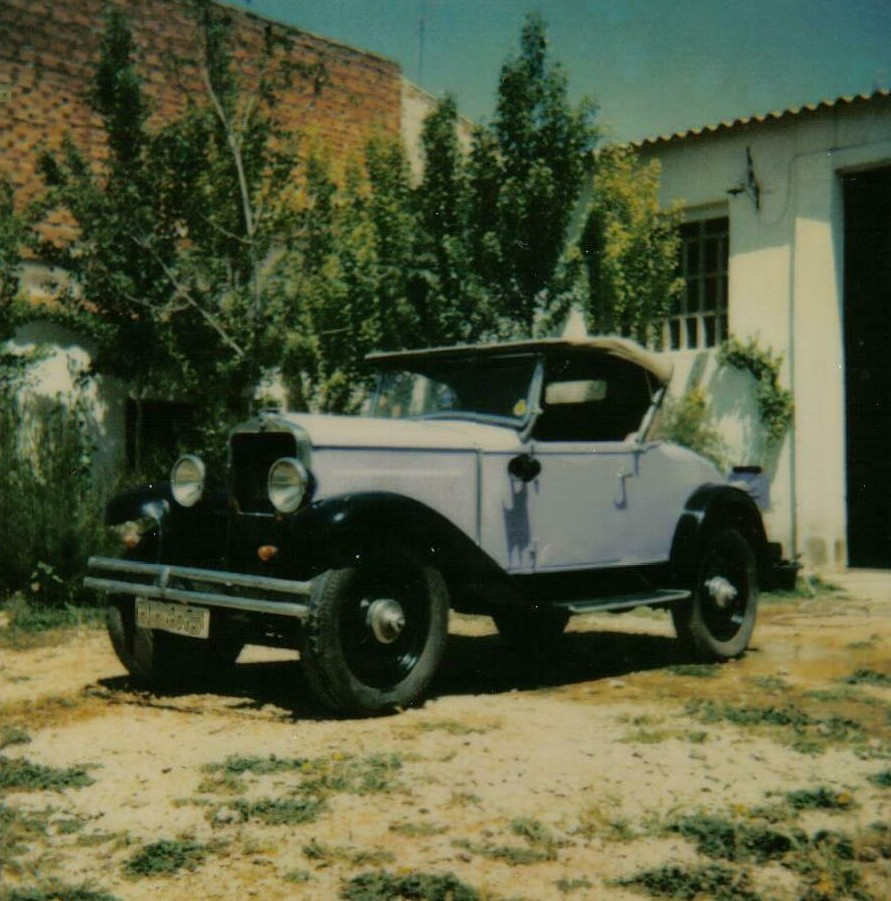
Fiat 514 Spider
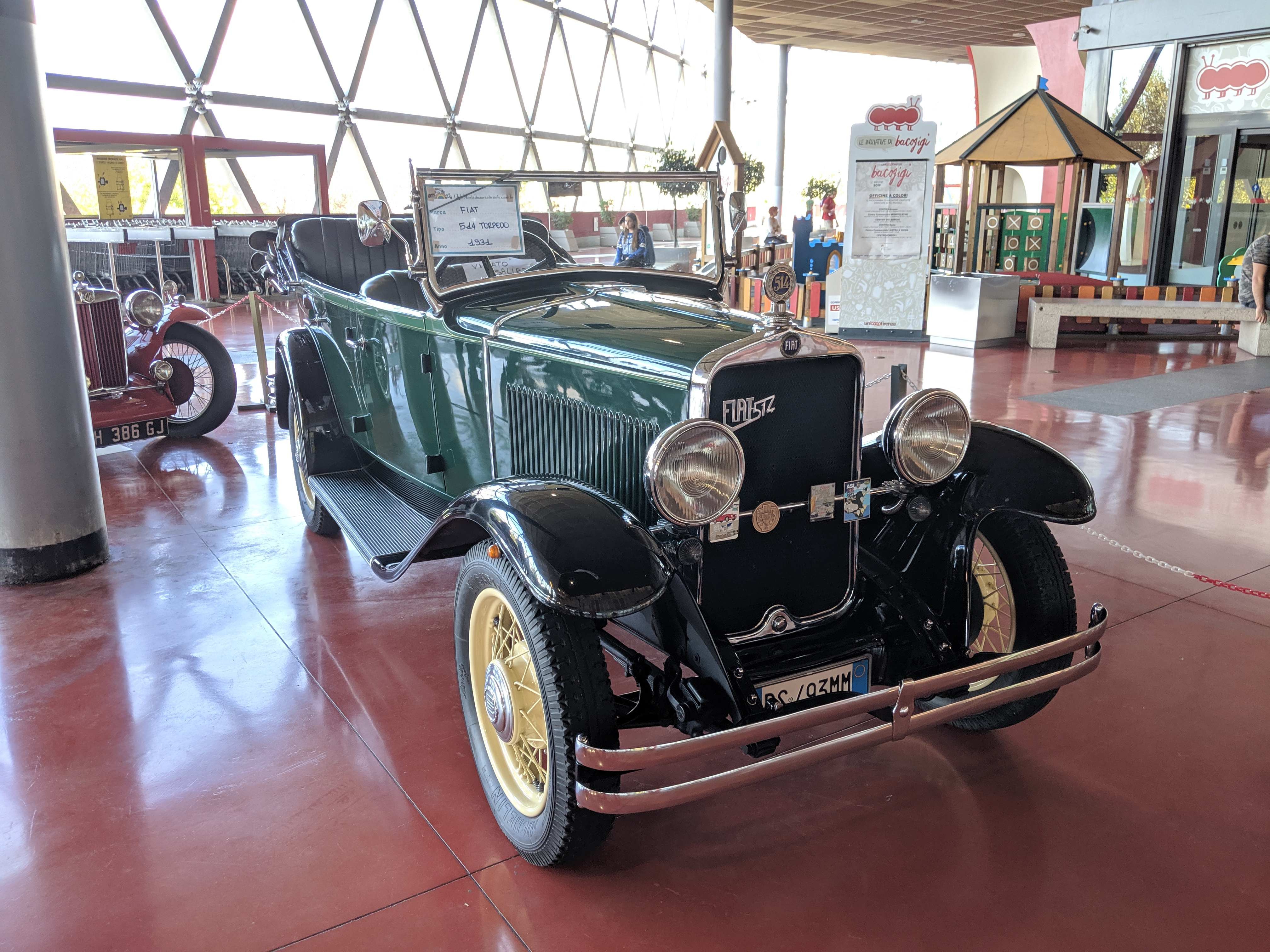
Fiat 514 Torpedo
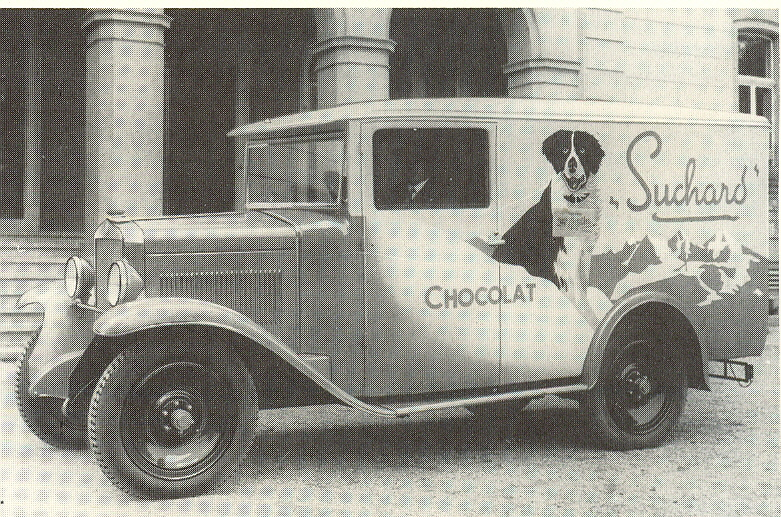
Fiat 514 Van LWB
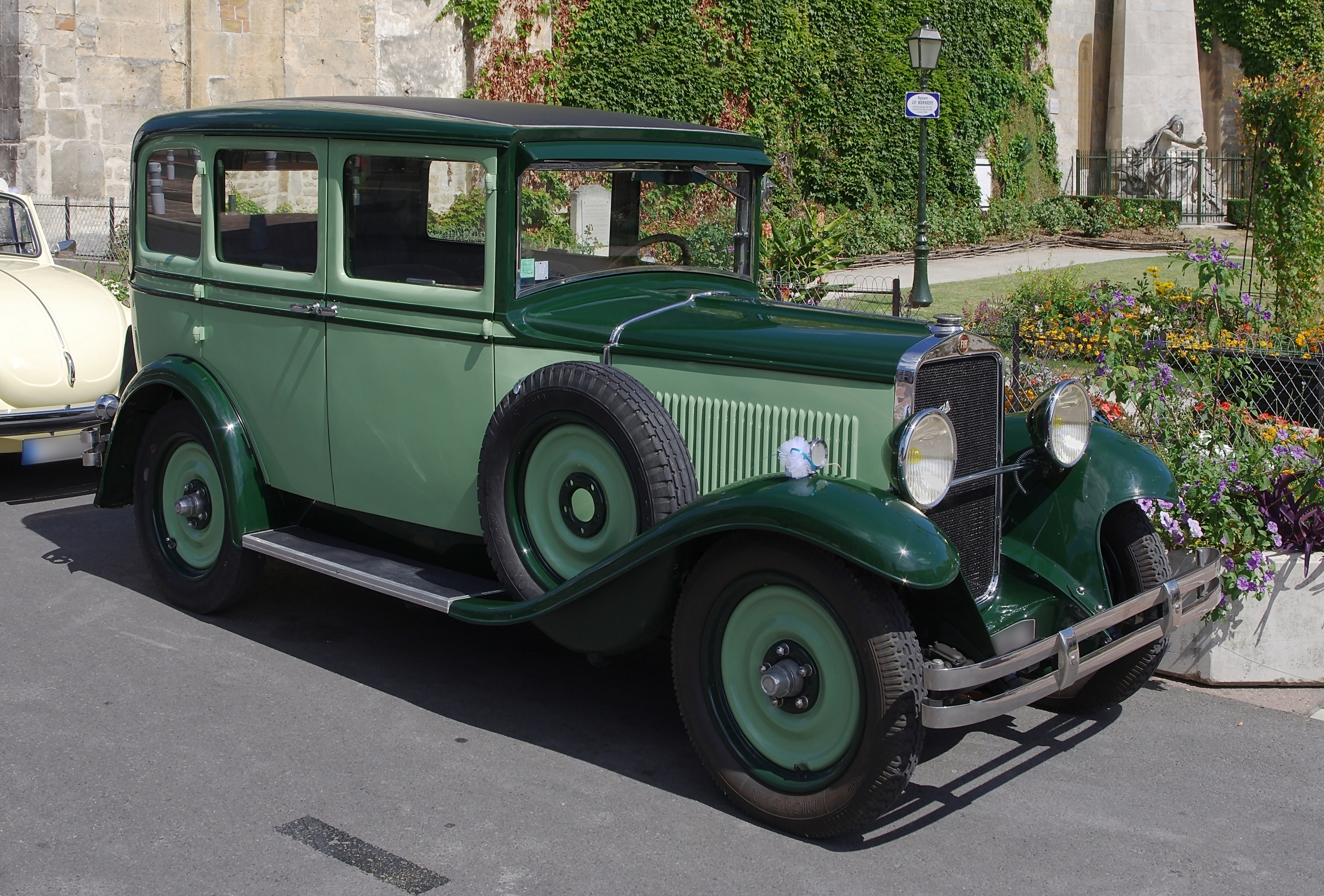
Fiat 514 L
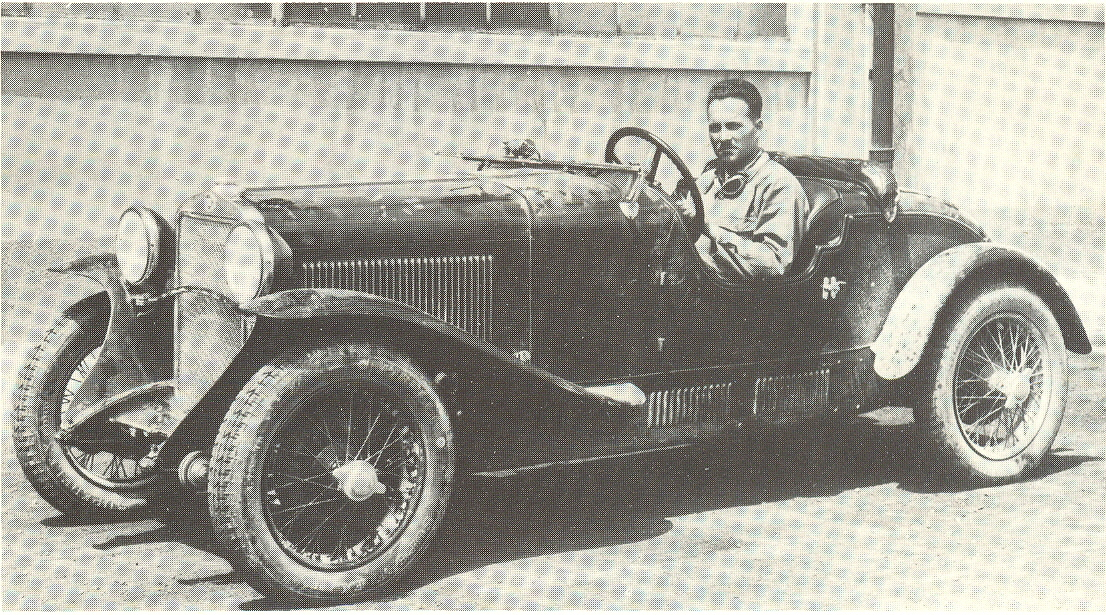
Fiat 514 S
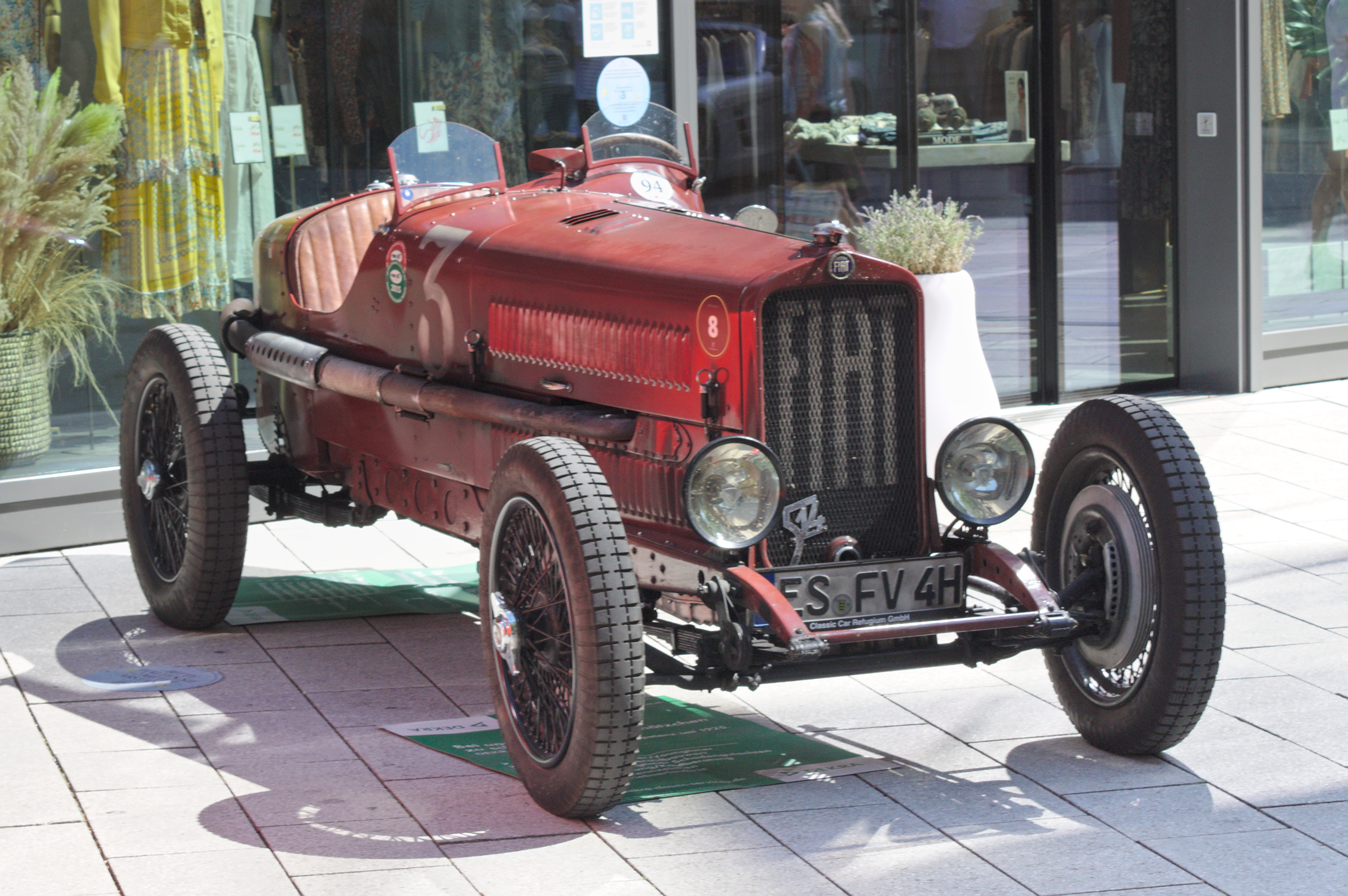
Fiat 514 S da corsa
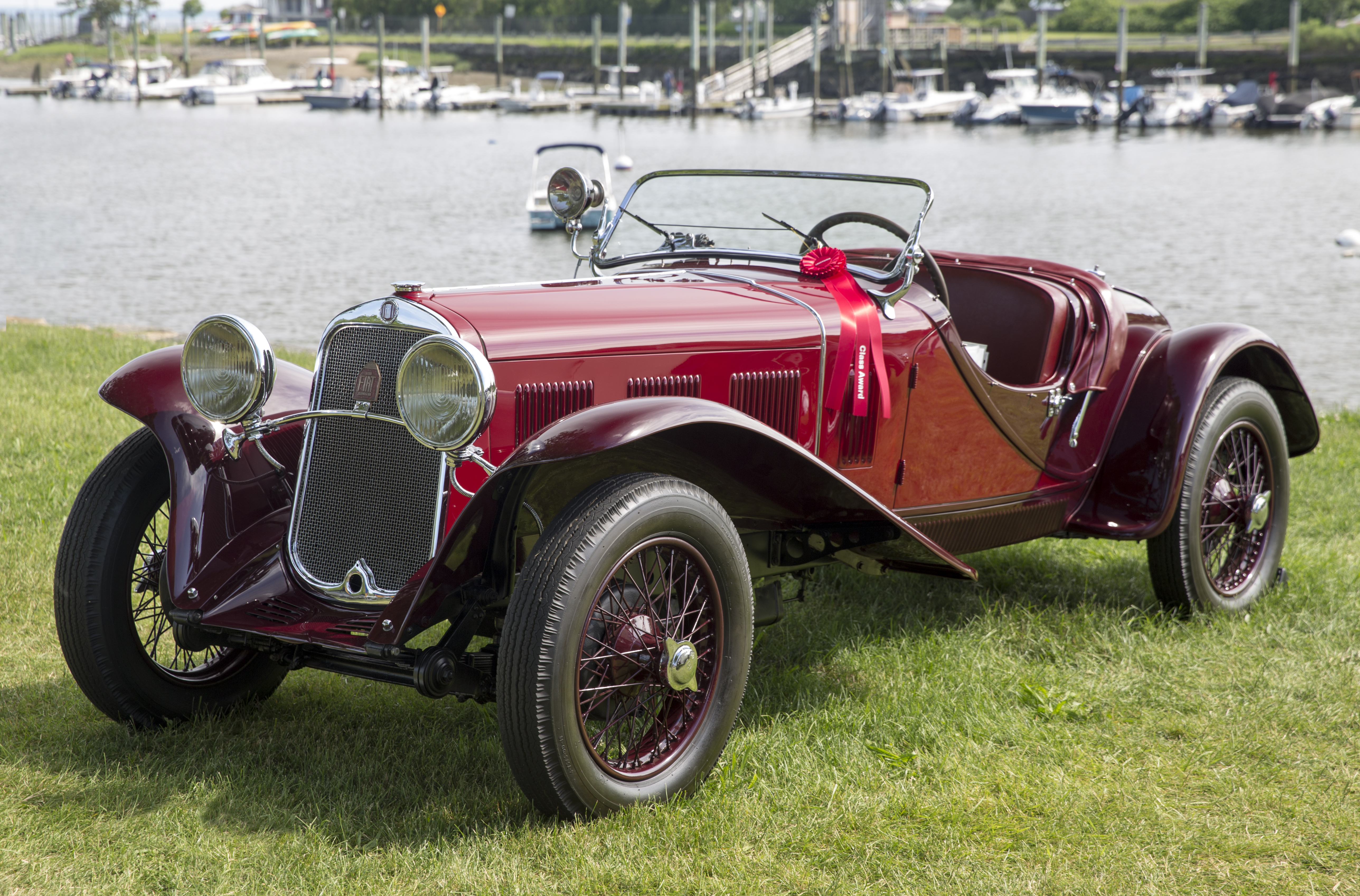
Fiat 514 S MM
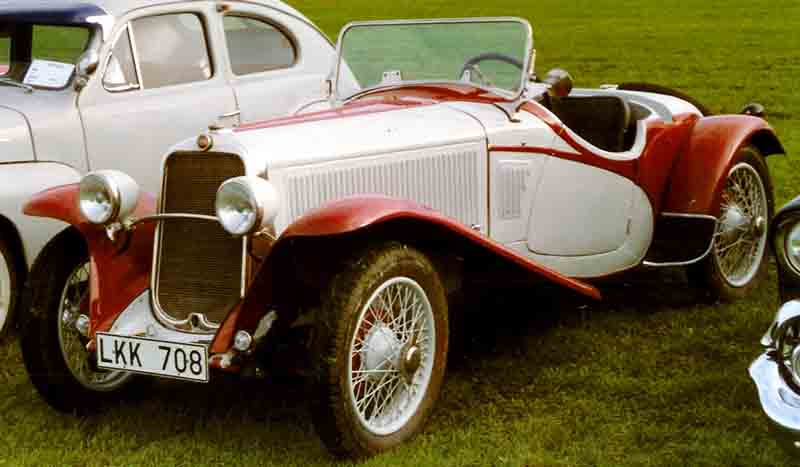
Fiat 514 CA